# Federico II di Meclemburgo-Schwerin
Federico II di Meclemburgo-Schwerin, detto il Pio (Schwerin, 9 novembre 1717 – Ludwigslust, 24 aprile 1785), fu duca di Meclemburgo-Schwerin.

## Biografia
Federico era figlio del duca Cristiano Ludovico II di Meclemburgo-Schwerin e di sua moglie Gustava Carolina, figlia del duca Adolfo Federico II di Meclemburgo-Strelitz.
Alla morte del padre, avvenuta il 30 maggio 1756, divenne reggente del ducato. Dopo pochi anni di reggenza, venne coinvolto come molti altri stati dell'area nella guerra dei Sette anni, subendo peraltro l'occupazione delle truppe prussiane nel corso delle operazioni militari. Federico era nipote del re di Prussia Federico II, di cui portava anche il nome. Nel marzo del 1757, organizzò la difesa del proprio stato con l'aiuto di svedesi e francesi. Il conflitto con la Prussia, sebbene si fosse placato, terminò tuttavia solo nel 1789, dopo la sua morte
Nel 1760, fondò le università di Rostock e di Bützow.
Ammise nei propri territori il Pietismo.
Nel 1764 spostò la propria residenza da Schwerin a Ludwigslust assumendo, nel 1765 il pittore Johann Joachim Busch per affrescare i soffitti della chiesa della residenza di Ausbau, un tipico castello barocco, completato tra il 1772 ed il 1776.

## Matrimonio e figli

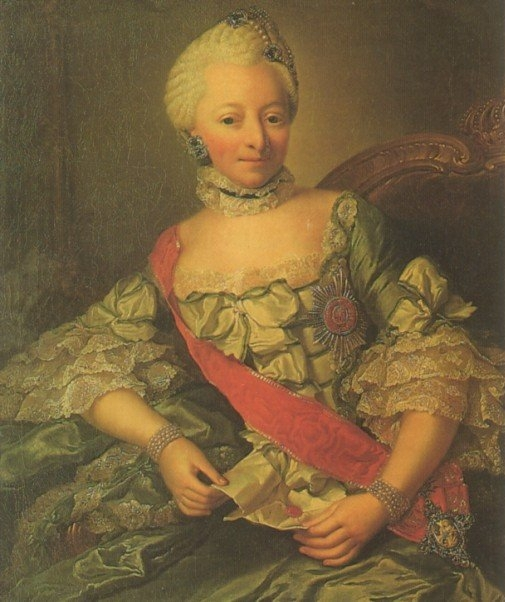
Luisa Federica di Württemberg (1722-1791). Georg David Matthieu.

Il 2 marzo 1746, sposò Luisa Federica, figlia dell'erede al ducato di Württemberg Federico Luigi (figlio a sua volta del duca Eberardo Ludovico), dalla quale però non ebbe figli.
Alla sua morte, avvenuta senza eredi, il suo trono passò pertanto al nipote Federico Francesco I, figlio di suo fratello Ludovico.
Federico venne sepolto con la moglie nella Hofkirche del Castello di Ludwigslust.

## Ascendenza
|                                               |                                           |                                           | Genitori                                      |  |  | Nonni |  |  | Bisnonni                                  |  |  | Trisnonni                            |  |
|                                               |                                           |                                           |                                               |  |  |       |  |  | Adolfo Federico I di Meclemburgo-Schwerin |  |  | Giovanni VII di Meclemburgo-Schwerin |  |
|                                               |                                           |                                           |                                               |  |  |       |  |  | Adolfo Federico I di Meclemburgo-Schwerin |  |  | Giovanni VII di Meclemburgo-Schwerin |  |
|                                               |                                           | Sofia di Holstein-Gottorp                 |                                               |  |  |       |  |  | Adolfo Federico I di Meclemburgo-Schwerin |  |  |                                      |  |
| Federico di Meclemburgo-Schwerin              |                                           |                                           |                                               |  |  |       |  |  | Adolfo Federico I di Meclemburgo-Schwerin |  |  |                                      |  |
|                                               |                                           | Maria Caterina di Braunschweig-Dannenberg | Giulio Ernesto di Brunswick-Dannenberg        |  |  |       |  |  |                                           |  |  |                                      |  |
|                                               |                                           | Maria Caterina di Braunschweig-Dannenberg | Giulio Ernesto di Brunswick-Dannenberg        |  |  |       |  |  |                                           |  |  |                                      |  |
|                                               |                                           | Maria Caterina di Braunschweig-Dannenberg | Maria dell'Osterfriesland                     |  |  |       |  |  |                                           |  |  |                                      |  |
| Cristiano Ludovico II di Meclemburgo-Schwerin |                                           | Maria Caterina di Braunschweig-Dannenberg |                                               |  |  |       |  |  |                                           |  |  |                                      |  |
|                                               |                                           | Guglielmo Cristoforo d'Assia-Homburg      | Federico I d'Assia-Homburg                    |  |  |       |  |  |                                           |  |  |                                      |  |
|                                               |                                           | Guglielmo Cristoforo d'Assia-Homburg      | Federico I d'Assia-Homburg                    |  |  |       |  |  |                                           |  |  |                                      |  |
|                                               |                                           | Guglielmo Cristoforo d'Assia-Homburg      | Margherita Elisabetta di Leiningen-Westerburg |  |  |       |  |  |                                           |  |  |                                      |  |
| Cristina Guglielmina d'Assia-Homburg          |                                           | Guglielmo Cristoforo d'Assia-Homburg      |                                               |  |  |       |  |  |                                           |  |  |                                      |  |
|                                               |                                           | Sofia Eleonora d'Assia-Darmstadt          | Giorgio II d'Assia-Darmstadt                  |  |  |       |  |  |                                           |  |  |                                      |  |
|                                               |                                           | Sofia Eleonora d'Assia-Darmstadt          | Giorgio II d'Assia-Darmstadt                  |  |  |       |  |  |                                           |  |  |                                      |  |
|                                               |                                           | Sofia Eleonora d'Assia-Darmstadt          | Sofia Eleonora di Sassonia                    |  |  |       |  |  |                                           |  |  |                                      |  |
| Federico II di Meclemburgo-Schwerin           |                                           | Sofia Eleonora d'Assia-Darmstadt          |                                               |  |  |       |  |  |                                           |  |  |                                      |  |
|                                               | Adolfo Federico I di Meclemburgo-Schwerin | Giovanni VII di Meclemburgo-Schwerin      |                                               |  |  |       |  |  |                                           |  |  |                                      |  |
|                                               | Adolfo Federico I di Meclemburgo-Schwerin | Giovanni VII di Meclemburgo-Schwerin      |                                               |  |  |       |  |  |                                           |  |  |                                      |  |
|                                               | Adolfo Federico I di Meclemburgo-Schwerin | Sofia di Holstein-Gottorp                 |                                               |  |  |       |  |  |                                           |  |  |                                      |  |
| Adolfo Federico II di Meclemburgo-Strelitz    | Adolfo Federico I di Meclemburgo-Schwerin |                                           |                                               |  |  |       |  |  |                                           |  |  |                                      |  |
|                                               |                                           | Maria Caterina di Braunschweig-Dannenberg | Giulio Ernesto di Brunswick-Dannenberg        |  |  |       |  |  |                                           |  |  |                                      |  |
|                                               |                                           | Maria Caterina di Braunschweig-Dannenberg | Giulio Ernesto di Brunswick-Dannenberg        |  |  |       |  |  |                                           |  |  |                                      |  |
|                                               |                                           | Maria Caterina di Braunschweig-Dannenberg | Maria dell'Osterfriesland                     |  |  |       |  |  |                                           |  |  |                                      |  |
| Gustava Carolina di Meclemburgo-Strelitz      |                                           | Maria Caterina di Braunschweig-Dannenberg |                                               |  |  |       |  |  |                                           |  |  |                                      |  |
|                                               |                                           | Gustavo Adolfo di Meclemburgo-Güstrow     | Ernesto I di Sassonia-Gotha-Altenburg         |  |  |       |  |  |                                           |  |  |                                      |  |
|                                               |                                           | Gustavo Adolfo di Meclemburgo-Güstrow     | Ernesto I di Sassonia-Gotha-Altenburg         |  |  |       |  |  |                                           |  |  |                                      |  |
|                                               |                                           | Gustavo Adolfo di Meclemburgo-Güstrow     | Elisabetta Sofia di Sassonia-Altenburg        |  |  |       |  |  |                                           |  |  |                                      |  |
| Maria di Meclemburgo-Güstrow                  |                                           | Gustavo Adolfo di Meclemburgo-Güstrow     |                                               |  |  |       |  |  |                                           |  |  |                                      |  |
|                                               |                                           | Maddalena Sibilla di Holstein-Gottorp     | Augusto di Sassonia-Weissenfels               |  |  |       |  |  |                                           |  |  |                                      |  |
|                                               |                                           | Maddalena Sibilla di Holstein-Gottorp     | Augusto di Sassonia-Weissenfels               |  |  |       |  |  |                                           |  |  |                                      |  |
|                                               |                                           | Maddalena Sibilla di Holstein-Gottorp     | Anna Maria di Meclemburgo-Schwerin            |  |  |       |  |  |                                           |  |  |                                      |  |
|                                               |                                           | Maddalena Sibilla di Holstein-Gottorp     |                                               |  |  |       |  |  |                                           |  |  |                                      |  |